# Carl Zillich

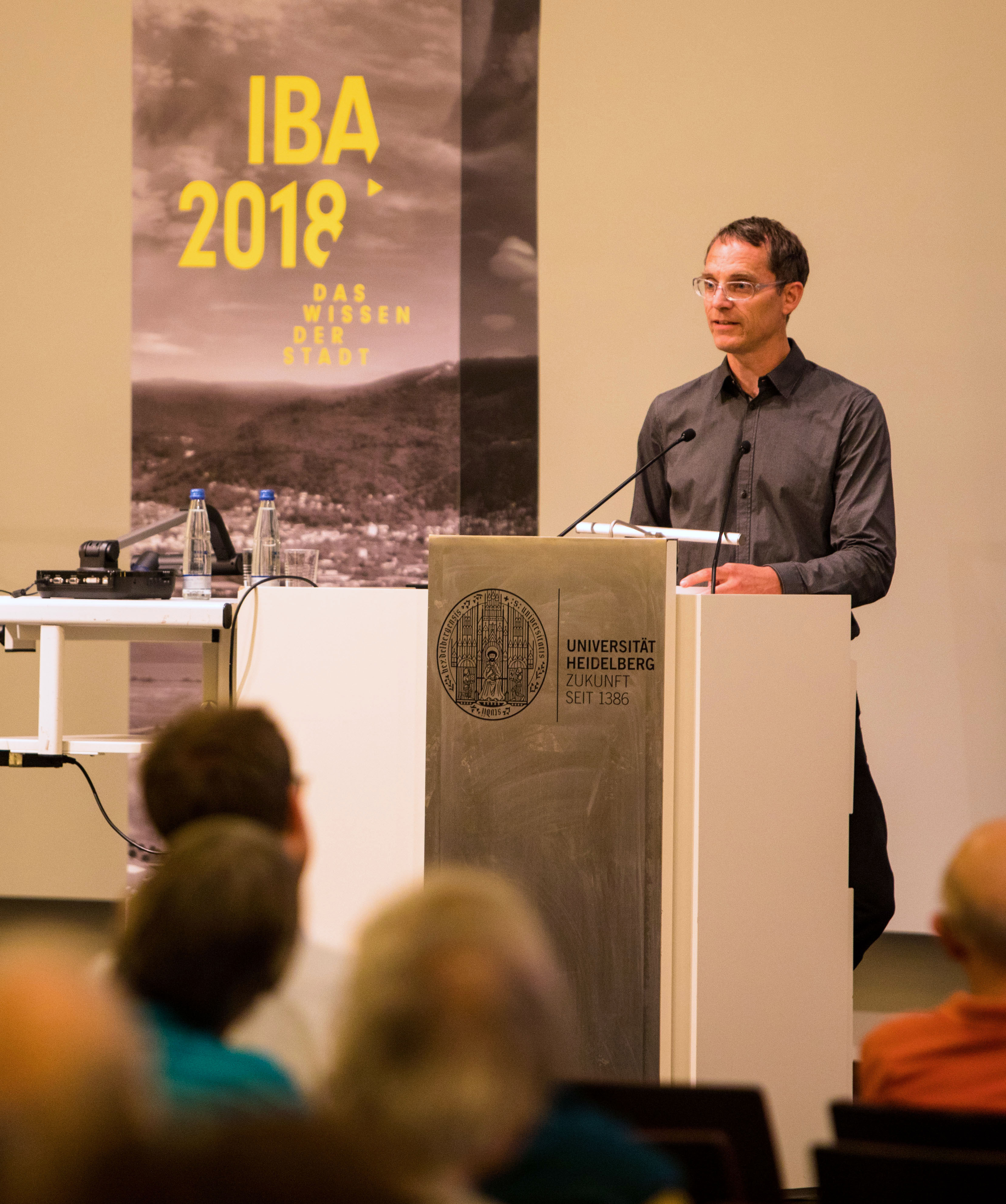
Carl Zillich bei der IBA-Zwischenpräsentation 2018

Carl Zillich (* 1972) ist ein deutscher Architekt und Baukulturexperte.

## Werdegang
Carl Zillich studierte Architektur und Stadtplanung an der Universität Kassel und als DAAD-Stipendiat an der Columbia University, New York. Von 2002 bis 2008 war Zillich Wissenschaftlicher Mitarbeiter am Institut für Geschichte und Theorie der Architektur an der Gottfried Wilhelm Leibniz Universität Hannover. Als die Bundesstiftung Baukultur 2008 ihre Arbeit aufnahm, wurde Zillich dort bis 2013 Wissenschaftlicher Mitarbeiter.
Von März 2013 an leitete er zusammen mit Michael Braum die Internationale Bauausstellung (IBA) Heidelberg, wo er bis Januar 2022 als Kuratorischer Leiter und Prokurist tätig war.
Seit 1. Februar 2022 leitet Zillich als hauptamtlicher Geschäftsführer das Projektbüro Innenstadt Bremen GmbH.
Seit 2017 ist Zillich Fachpreisrichter in unterschiedlichen Architektenwettbewerben.
Als Architekt erhielt er für den Neubau eines Landwirtschaftlichen Wohn- und Betriebsgebäude auf Rügen 2012 den Sonderpreis des Landesbaupreises Mecklenburg-Vorpommern.

## Mitgliedschaften
Seit 2021 ist Zillich Aufsichtsrat der Montag Stiftung Urbane Räume gAG in Bonn.
Von 2015 bis 2021 war er Mitglied des Gestaltungsbeirats der Stadt Oldenburg.
2012 wurde Zillich als außerordentliches Mitglied in den Bund Deutscher Architektinnen und Architekten in Berlin berufen.

## Lehre und Forschung
2018/19 war Zillich für ein Jahr Gastprofessor am Institut für Urbane Entwicklungen der Universität Kassel.
2017 bis 2021 war er Projektpartner des Urban Office am Geografischen Institut der Universität Heidelberg, wo er 2017 auch einen Lehrauftrag übernahm.
In seiner Zeit als Wissenschaftlicher Mitarbeiter an der Universität Hannover 2002 bis 2008 hatte Zillich dort wiederkehrend Lehraufträge.

## Publikationen
- Carl Zillich: Coevolution of Town and Gown: The Heidelberg International Building Exhibition in Search of a Knowledge-based Urbanism for the Twenty-first Century. In: Peter Meusburger et al. (Hg.): Geographies of the University. Springer, Heidelberg 2018
- Carl Zillich: Reallabor: Simultanschach im Städtebau. Die Entstehung der PHVision für Heidelbergs 16. Stadtteil. In: pnd – rethinking planning 2021(1), 117-128.
- Internationale Bauausstellung Heidelberg (Hg.): Räume der Wissensstadt, Perpektiven. Park Books, Zürich 2022
- Internationale Bauausstellung Heidelberg (Hg.): Dynamik der Wissensstadt, Projekte und Prozesse. Park Books, Zürich 2019
- Internationale Bauausstellung Heidelberg (Hg.): Die Wissensstadt von morgen, Reflexionen. Park Books, Zürich 2017
- Marius Mensing, Anca Timofticiuc, Ute Frank, Helga Blocksdorf (Hg.): EKLAT. Entwerfen und Konstruieren in Lehre, Anwendung und Theorie. Universitätsverlag der TU Berlin, Berlin 2011 mit Beiträgen von Ute Frank, Carl Zillich, Gesche Joost, Sascha Weidner, Helga Blocksdorf, Anne Kockelkorn, Friedrich Kittler und Manfred Grohmann
- Margitta Buchert, Carl Zillich (Hg.): In Bewegung... Architektur und Kunst. Jovis, Berlin 2008
- Margitta Buchert, Carl Zillich (Hg.): Performativ? Architektur und Kunst. Jovis, Berlin 2007
- Margitta Buchert, Carl Zillich (Hg.): Inklusiv. Architektur und Kunst. Jovis, Berlin 2006